# Joel Anthony
Joel Vincent Anthony (Montreal, 9 de agosto de 1982) é um jogador profissional de basquetebol canadense que atualmente defende o San Antonio Spurs da National Basketball Association. 

## High School e NCAA
Apelidado de "The Warden" desde o início da carreira, Joel Anthony se destacava em quadra principalmente pelo seu jogo de defesa invejável. Jogou campeonatos de basquete pela escola de Selwyn no Canadá entre 1994 e 1997. Em 2003, se mudou para a Flórida, com o objetivo de ser um jogador de basquetebol profissional e continuar seus estudos. Atuou pela escola de Pensacola Junior durante um ano, e assim sendo escolhido como o melhor pivô para representar o grande time da conferência. Suas médias eram de 9.0 pontos, 7.0 rebotes e 3.5 bloqueios por jogo. Mais tarde, foi para a Universidade de Nevada, em Las Vegas apresentando um basquetebol de altíssimo nível e eleito o melhor jogador de defesa da conferência de Moutain West. 

## Miami Heat
Mesmo com o bom basquetebol jogado por Joel Anthony, o jogador nunca teve a oportunidade de ser draftado por uma equipe, tendo entrado na NBA no modo undrafted (Entrar para a NBA fora do draft) em julho de 2007 e assinando com o Miami Heat, uma das melhores franquias da liga americana. Durante as suas primeiras temporadas no time da Flórida, foi companheiro de Dwyane Wade e Michael Beasley, suas médias em seu primeiro ano de NBA foram fracas, apenas 3.5 pontos e 3.9 rebotes por jogo. E no mesmo ano, foi utilizado como titular durante os playoffs, e eliminado em uma série de sete jogos para o Atlanta Hawks de Joe Johnson.
Com as mudanças do Miami Heat em querer reformular sua equipe para a temporada 2010-11, Joel Anthony foi um dos únicos jogadores daquele grupo que permaneceu. No mês de julho de 2010, sua equipe trouxe reforços de peso, o astro LeBron James (MVP da última temporada) e o ala Chris Bosh, ex-Toronto Raptors, formando assim, o big three (Os três grandes) com Dwyane Wade, que já estava naquele grupo. Ao lado desses astros, Joel Anthony foi o pivô titular de sua equipe durante toda a temporada regular e nos playoffs. Foi campeão da sua divisão e da conferência leste da NBA ao derrotar o Chicago Bulls de Derrick Rose. Porém, foi vice campeão da NBA depois de perder para o Dallas Mavericks de Dirk Nowitzki em uma série de 4-2. Nas finais, a média do jogador foram de 1.3 pontos, 3.5 rebotes e 20 minutos por jogo. Porém na temporada 2011-12, o Miami Heat novamente chegou as finais da NBA, desta vez contra o Oklahoma City Thunder de Kevin Durant e Russell Westbrook. Com médias de 3.2 pontos e 3.2 rebotes por jogo, Joel Anthony conquistou seu primeiro título da NBA, o segundo do Miami Heat, após uma vitória por 4-1 na série.

## Seleção Canadense
Depois de fazer seu primeiro ano de NBA em 2007, Joel Anthony foi chamado pelo técnico canadense para representar seu país no torneio pré-olímpico. Foi o grande destaque de sua equipe em 2009 ao conquistar o quarto lugar no sulamericano (Pré-olímpico). Em 2010, foi convocado para jogar o seu primeiro mundial, foi novamente um dos destaques, porém não conseguiu passar da primeira fase da competição, ficando com o vigésimo segundo lugar e não vencendo nenhum jogo. No ano seguinte, disputou mais um torneio pré-olímpico com a seleção canadense, ficando com o sexto lugar.

## Estatísticas da NBA
| † | Campeão da temporada da NBA |

### Temporada Regular
| Ano      | Equipe  | PJ  | PT  | MPJ  | AP   | 3P   | LL    | RT  | AS  | BR  | TO  | PPJ |
| -------- | ------- | --- | --- | ---- | ---- | ---- | ----- | --- | --- | --- | --- | --- |
| 2007–08  | Miami   | 24  | 1   | 20.8 | .467 | .000 | .592  | 3.9 | 0.1 | 0.4 | 1.3 | 3.5 |
| 2008–09  | Miami   | 65  | 28  | 16.1 | .483 | .000 | .652  | 3.0 | 0.4 | 0.3 | 1.4 | 2.2 |
| 2009–10  | Miami   | 80  | 16  | 16.5 | .478 | .000 | .717  | 3.1 | 0.1 | 0.2 | 1.4 | 2.7 |
| 2010–11  | Miami   | 75  | 11  | 19.5 | .535 | .000 | .644  | 3.6 | 0.3 | 0.1 | 1.2 | 2.0 |
| 2011–12  | Miami†  | 64  | 51  | 21.1 | .559 | .000 | .690  | 3.9 | 0.1 | 0.6 | 1.3 | 3.4 |
| 2012–13  | Miami†  | 62  | 3   | 9.1  | .515 | .000 | .607  | 1.9 | 0.2 | 0.2 | 0.7 | 1.4 |
| 2013–14  | Miami   | 12  | 0   | 3.1  | .333 | .000 | 1.000 | 0.6 | 0.0 | 0.0 | 0.3 | 0.5 |
| 2013–14  | Celtics | 21  | 0   | 7.1  | .385 | .000 | .333  | 1.5 | 0.1 | 0.1 | 0.4 | 1.0 |
| Carreira |         | 403 | 110 | 16.0 | .503 | .000 | .659  | 3.0 | 0.2 | 0.3 | 1.2 | 2.3 |

### Playoffs
| Ano      | Equipe | PJ | PT | MPJ  | AP   | 3P   | LL    | RT  | AS  | BR  | TO  | PPJ |
| -------- | ------ | -- | -- | ---- | ---- | ---- | ----- | --- | --- | --- | --- | --- |
| 2008–09  | Miami  | 6  | 2  | 14.7 | .800 | .000 | 1.000 | 3.2 | 0.3 | 0.0 | 1.2 | 1.7 |
| 2009–10  | Miami  | 5  | 0  | 15.8 | .714 | .000 | .750  | 1.8 | 0.2 | 0.4 | 1.0 | 2.6 |
| 2010–11  | Miami  | 21 | 13 | 27.4 | .367 | .000 | .710  | 4.6 | 0.5 | 0.4 | 1.8 | 2.8 |
| 2011–12  | Miami† | 17 | 1  | 19.4 | .586 | .000 | .800  | 3.2 | 0.1 | 0.3 | 0.9 | 3.2 |
| 2012–13  | Miami† | 14 | 0  | 5.1  | .300 | .000 | .000  | 1.5 | 0.0 | 0.1 | 0.3 | 0.4 |
| Carreira |        | 63 | 16 | 18.1 | .470 | .000 | .758  | 3.2 | 0.2 | 0.3 | 1.1 | 2.2 |